# Mototaxi

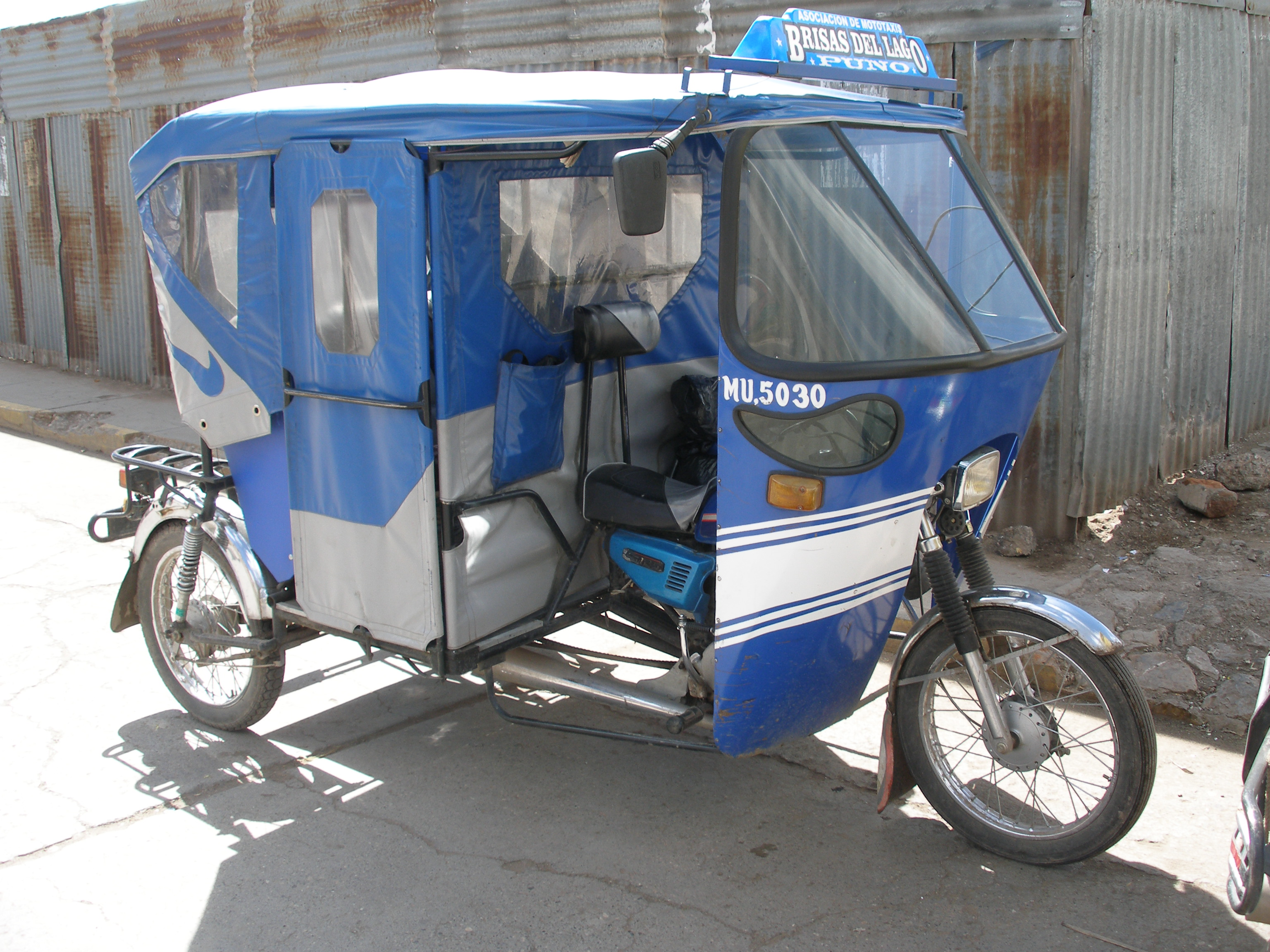
Mototaxi al Perú.

El diccionari de la Reial Acadèmia de la Llengua Espanyola defineix el terme mototaxi com un peruanisme que significa “motocicleta de tres rodes i amb sostre que s'usa com a mitjà de transport popular per a trossos curts a canvi de diners de la mateixa forma que un taxi. No obstant això, aquest terme ha estat encunyat ja en més de 25 països, de diferents llengües, per significar el vehicle motocicleta (vehicle automòbil de 2 rodes en línia), motocarro (vehicle de 3 rodes, “carrozado”, amb components mecànics de motocicleta) o mototrailer (motocicleta adaptada amb carrossa posterior) destinat a la prestació del servei de transport públic individual de passatgers.

## Mototaxis a Europa
Les mototaxis van començar a rodar fa uns 10 anys a Europa. La ciutat de Londres va ser la primera capital europea que va comptar amb aquest servei, on Sir Richard Branson té la seva pròpia companyia de mototaxis, anomenada Virgin Limobikes. Però el país on, sens dubte, ha triomfat aquest servei és França; les mototaxis van arribar fa ja gairebé 10 anys i des d'aleshores no han parat de créixer tant en nombre de mototaxis, com en usuaris i clients. Avui dia, més de 600 mototaxis presten servei a la ciutat de París.
El tipus de clientela a Europa és diferent del d'altres regions on hi ha el servei de mototaxi: sobretot executius, homes i dones de negocis que desitgen optimitzar els seus temps de desplaçaments. Les mototaxis europees són, en general, motos grans i luxoses, amb gran capacitat de càrrega. Els pilots lliuren als seus clients l'equipament necessari per tal que pugin a la moto: casc, jaqueta, guants, etc.
Aquest popular servei va arribar a Espanya a l'octubre de 2009, de la mà de l'empresa madrilenya Moto-City, que ha estat pionera en el servei de mototaxi a Espanya, també anomenat transport de persones amb moto. Pel seu compromís amb el medi ambient, Moto-City ha estat premiada per l'Ajuntament de Madrid pel fet que és la primera empresa madrilenya que va compensar les seves emissions de CO2, mitjançant el programa "Madrid Compensa".
El març de 2010 es va engegar Moto-Wings Moto-Taxi Madrid, la primera companyia d'Espanya que va oferir el servei amb motocicletes (no scooters) de gran cilindrada. Està especialitzada en empreses (consultores, hotels de luxe, grups de televisió, etc.) on els seus clients valoren la puntualitat en els seus desplaçaments i la qualitat del servei.
A l'octubre de 2012, l'empresa MotoTaxi Low Cost va començar a oferir a Madrid el servei de transport de passatgers i missatgeria a baix cost, i va ser pionera d'aquesta modalitat a Espanya. La seva arribada va ser acompanyada d'una gran controvèrsia per part dels taxistes tradicionals, que van acusar l'empresa de no complir el que dicta la llei sobre Transport Públic Urbà i Interurbà de Viatgers. En realitat, però, aquesta normativa no inclou en la seva regulació els vehicles de tres o menys rodes.

## Història a Colòmbia
Aquesta activitat és molt habitual a les ciutats colombianes, on es fa present un gran percentatge de persones aturades, com són: Cartagena, Barranquilla, Buenaventura i principalment a Sincelejo i Montería, però el seu origen va tenir lloc a la ciutat de Lorica, Còrdova. D'acord amb el Ministeri de Transport i el Govern Nacional, aquesta activitat és il·legal si es presta en motocicletes (2 rodes), però no si es presta en motocarros com el Bajaj RE, la matrícula del qual de servei públic és permesa en ciutats de menys de 50.000 habitants.

## Història al Perú
La mototaxi es va incorporar al transport públic i es va convertir en una eina de treball per a molts pobladors, i així se n'originà una sobreoferta del servei, que ha desencadenat en la disminució de la qualitat del servei, rebaixa de tarifes, baixa rendibilitat del negoci, falta de manteniment a les unitats, competència deslleial, etc. Aquest fet comporta el panorama actual, que es manifesta a través d'un alt grau d'informalitat, alt risc d'accidents de trànsit i contribució a empitjorar les condicions ambientals i del trànsit de les principals ciutats.
Avui dia ja es fabriquen en el Perú, i és el transport de passatgers o de càrrega més usat en la majoria de províncies de climes molt calorosos, a més d'haver-se incorporat, també, a les ciutats de la costa com: Trujillo, Chiclayo, Piura, Ica, Tacna i la capital Lima (encara que només en alguns districtes de l'àrea metropolitana). Entre les ciutats de la serra, és el mitjà de transport més utilitzat en Cajamarca.